# Freygang
Freygang war eine Rockband, die 1977 von André Greiner-Pol als Bluesrock-Band in Ost-Berlin gegründet wurde und sich in den 1980er Jahren zu einer der wichtigsten Bands der DDR-Untergrundbewegung entwickelte. Freygang verstand sich als Teil des politischen und sozialen Untergrundes und brachte dies deutlich in ihren Texten zum Ausdruck und engagierte sich in verschiedenen Projekten (unter anderem Wydoks, Besetzung des Eimers in Berlin und Halt’s Maul Deutschland).

## Geschichte
Freygang wurde 1977 gegründet, als die Blues-Euphorie in der DDR ihren Höhepunkt erreichte. Die Band erspielte sich einen Spitzenplatz in der Blueserszene und behielt bis 1989 ihren Amateurstatus bei. Unter dem Motto Der Blues muss bewaffnet sein, sonst glaubt dir kein Schwein begann AGP, inspiriert von Rio Reiser, Anfang der 1980er Jahre systemkritische Texte zu schreiben. Die Folge war ein einjähriges Auftrittsverbot.
Unbeirrt machte die Band nach der Zwangspause weiter, trat bei den Bluesmessen in Ost-Berlin auf und erspielte sich mit ihren deutschsprachigen, direkten Texten (etwa in Bürokratie, Schwätzer und Haste was, biste was) und wegen ihrer Nähe zum Publikum deren Gunst, während die Distanz zu den anderen Bands der Szene wuchs und Freygang unter den Musikern als die schrägen Vögel der Szene galten. Gleichzeitig änderte sich auch der musikalische Stil der Band. Freygang orientierte sich zunehmend an der westdeutschen Band Ton Steine Scherben. Coverversionen wie Ich will nicht werden was mein Alter ist von Ton, Steine Scherben oder Ich bin ein Mörder von Mon Dyh entstanden und sind noch heute Bestandteil im Programm der Band. 1983, bevor Freygang erneut einen auf zwei Jahre befristeten Entzug der Auftrittslizenz durch die DDR-Behörden erfuhr, fand in Ketzin ein Konzert vor über 7000 Zuschauern statt, von dem ein Mitschnitt 1998 auf CD veröffentlicht wurde.
Trotz des erneuten Verbots hatte die Band ihre Popularität nicht eingebüßt. Zu einem der ersten Konzerte nach der Wiederzulassung im Jahr 1985 in der Leipziger Kongresshalle kamen etwa 3000 Fans. Doch schon ein Jahr später wurden die Bandmitglieder während eines Open-Air-Konzertes in der Nähe von Dresden auf der Bühne verhaftet und erhielten ein Auftrittsverbot auf Lebenszeit. Von 1986 bis 1989 traten einzelne Bandmitglieder, um das Auftrittsverbot zu umgehen, teilweise unter Verwendung von Pseudonymen in verschiedenen Projekten (André und die Raketen) und Bands (Pasch) auf. 1988 gastierte Freygang unter dem Namen OK an der Druschba-Trasse in der Sowjetunion.
Seit 1989 war Freygang wieder als Band aktiv. Aus dem Blues wurde harter Rock und softiger Punkrock. Anfang 1990 beteiligte sich Freygang gemeinsam mit den Bands Die Firma und Ichfunktion an den Hausbesetzungen zur Rettung des Eimers und Gründung des alternativen Kunsthauses Tacheles in Berlin sowie weiteren politischen und sozialen Aktionen. Gemeinsam mit Feeling B und Die Firma wurde im April 1990 die Autonome Aktion Wydoks gegründet, die am 6. Mai 1990 zur Kommunalwahl in Ost-Berlin antrat, aber erfolglos blieb. Innerhalb von drei Tagen und drei Nächten nahmen Freygang, Ichfunktion und Die Firma mit Unterstützung der Punkband Herbst in Peking im Mai 1990 die letzte Langspielplatte der DDR auf und manifestierte damit die Stellung der Band als Bindeglied zwischen den anderen Bands und dem Blues.
Am 3. Oktober 1990 trat die Band unter dem Motto Halt’s Maul Deutschland auf dem Berliner Alexanderplatz auf. Die Veranstaltung wurde von der Polizei gewaltsam aufgelöst. Im Anschluss an die Record-Release-Tour Wenn der Wind sich dreht gab die Band in Italien ein Gastspiel. Im April 1993 nahm Freygang im Berliner Knaack-Klub ein Live-Album auf und ging anschließend erneut auf Tournee. Seit diesem Jahr spielt Tatjana Besson von der befreundeten und sich auflösenden Band Die Firma bei Freygang den Bass. Im Sommer 1994 organisierte die Band in Hohenlobbese bei Wiesenburg/Mark erstmals ein Bikertreffen, welches bis heute alljährlich stattfindet und zu einem bekannten Open-Air-Festival in Ostdeutschland geworden ist. 1996 ging AGP ins Studio, bearbeitete Aufnahmen aus den 1980er Jahren digital und veröffentlichte sie auf der CD Steil & geil. Ende der 1990er Jahre, als viele Hausbesetzer zu Hausbesitzern geworden waren und zahlreiche alternative Kunstprojekte von einst zunehmend dem Kommerz unterlegen waren, wurde es ruhiger um die Band.
Von 2000 bis 2008 spielte Freygang in unveränderter Besetzung. 2000 erschien im Berliner Verlag Schwarzkopf & Schwarzkopf die Freygang-Biografie mit einem Vorwort von Michael Rauhut, in dem dieser Einblicke und Hintergründe zur Szene vermittelt. In Peitsche. Osten. Liebe erzählt Pol in über 100 Kurzgeschichten die damals 22-jährige Geschichte von Freygang. Das vergriffene Buch gilt als Geheimtipp bei Insidern, Fans und anderen an DDR-Rockmusik Interessierten. Mit Berlinverbot, einem Konzertmitschnitt aus dem Jahr 1985, präsentierte die Band ein weiteres Mal erfolgreich ihre früheren Titel, an deren Veröffentlichung in der DDR nicht zu denken war.

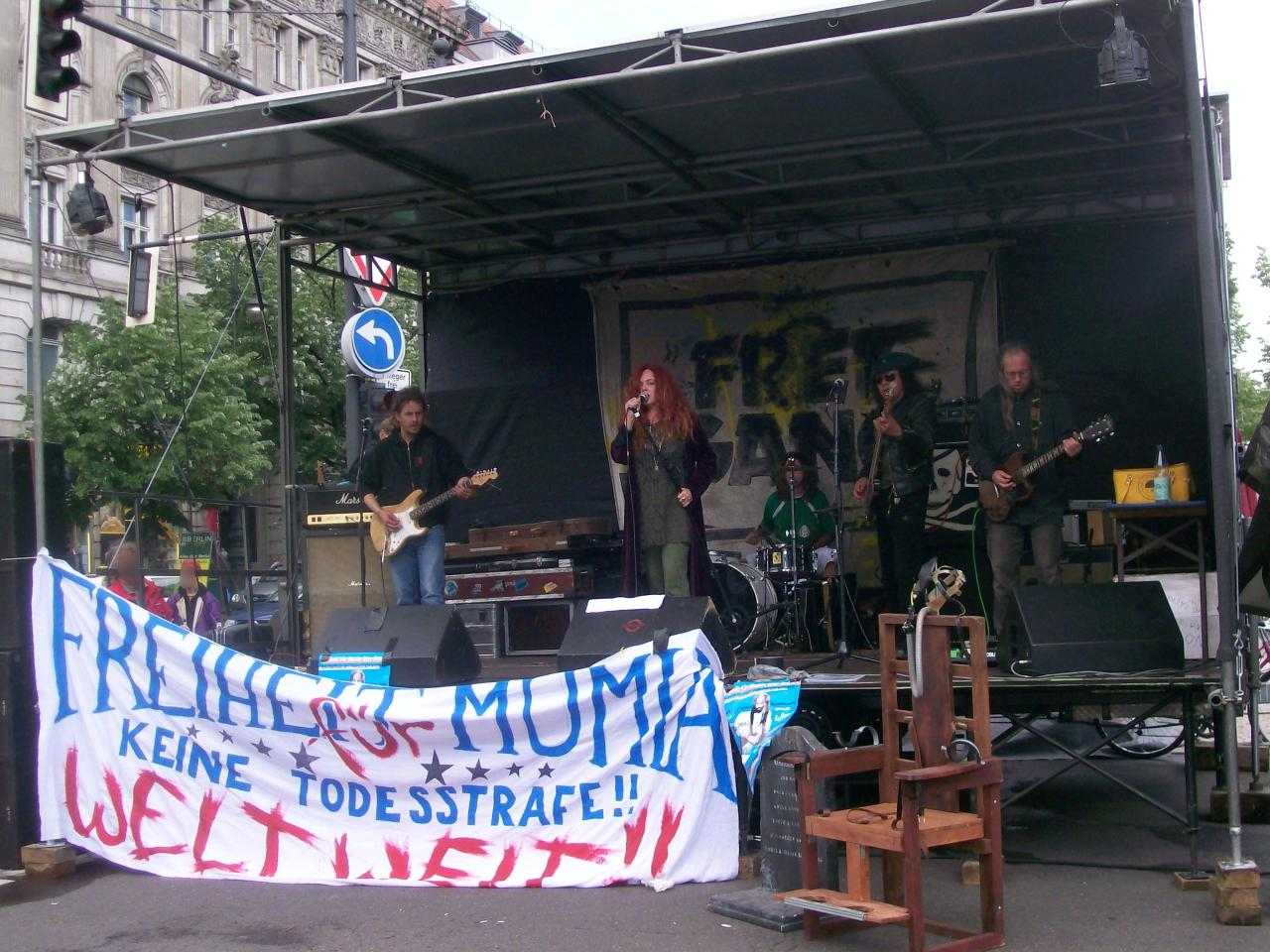
Freygang live bei einem Konzert vor der US-amerikanischen Botschaft gegen das Todesurteil des Bürgerrechtlers Mumia Abu-Jamal

Mit dem gemeinsamen Auftritt mit Ton Steine Scherben Family am 14. Januar 2005 in der Berliner Ufa-Fabrik kam es zu einem weiteren Höhepunkt in der Freygang-Geschichte. Ein Jahr später gab die Band in Schottland und England erfolgreich acht Konzerte.
Freygang machte 2007 vor der US-amerikanischen Botschaft in Berlin durch ein Protestkonzert für den zum Tode verurteilten Bürgerrechtler Mumia Abu-Jamal erneut auf sich aufmerksam. 2007 fand in Packebusch in der Altmark das Jubiläumskonzert zum 30-jährigen Bestehen Freygangs statt.
Anfang 2008 beteiligte sich die Band an der Produktion einer Tribute-CD, welche ihr Plattenlabel Buschfunk im Juni 2008 anlässlich des Gedenkkonzertes zum zehnten Todestag von Gerhard Gundermann veröffentlichte. Im Sommer 2008 ging Freygang, anlässlich ihres 30-jährigen Bestehens, unter dem Motto 30 Jahre Freygang – 30 Jahre Bewegung erneut auf Tour.
Am 15. Dezember 2008 starb der Bandgründer André Greiner-Pol an einem Herzinfarkt. Freygang trat seitdem unter dem Namen Freygang-Band auf. Am 16. Januar 2009 fand in der Berliner Kulturbrauerei ein Abschiedskonzert für André Greiner-Pol statt. Ende 2009 erschien das Studio-Album Orange, das zum Teil noch Titel mit André Greiner-Pol enthält und von der Freygang-Band fertiggestellt wurde. Anlässlich des 60. Geburtstages des Bandgründers fand am 12. Mai 2012 ein Gedenkkonzert im Berliner Kesselhaus in der Kulturbrauerei statt, das ein Jahr später als Konzertfilm auf der DVD Anarchie und Ozean veröffentlicht wurde. Im Mai 2013 ging die Gruppe auf eine mehrwöchige Tour durch Südafrika und Mosambik. 2015 veröffentlichte die Band das Album Tanz global.
Im Sommer 2019 löste sich die Band auf.
Songs der Band werden bis heute von den Ex-Freygängern Brian Bosse und Kay Lutter in dem Projekt Kay's Bluessommer & Monomann präsentiert. Dieses Projekt ist auch wieder 2025 auf Tour.

## Diskografie
- 1990: Die letzten Tage von Pompeji (Split-LP mit den Punkbands Ichfunktion und Die Firma)
- 1992: Wenn der Wind sich dreht
- 1993: Die Kinder spielen weiter (Live)
- 1994: Golem
- 1996: Steil & geil (Aufnahmen aus dem Jahr 1986)
- 1998: Ketzin Live (CD, Mitschnitt eines Livekonzerts in Ketzin von 1983, Flint Records)
- 1998: Land unter
- 2001: Aus Liebe
- 2003: Berlinverbot
- 2004: No 9
- 1997/2005: 20 Jahre Bewegung (VHS/DVD, 45 min Dokumentarfilm und 20 min Live-Konzert Weihnachten 1996 in Lüttewitz)
- 2005: Am Wegesrand Live (DVD, Konzert in Hohenlobbese 2005)
- 2007: Live vom Zwiebelmarkt 2006 (DVD als Zugabe zum Buch X-X-X-Songs 1977–2007)
- 2008/09: Rau & Live in Hohenlobbese (Festival-Sampler, CD-Doppelalbum, Freygang und sieben weitere Bands)
- 2009: Orange
- 2012: Rummelplatzbesitzer (Best Of)
- 2013: Anarchie und Ozean (DVD, Gedenkkonzert zum 60. Geburtstag von André Greiner-Pol)
- 2015: Tanz Global